# Pfarrkirche Ehrwald

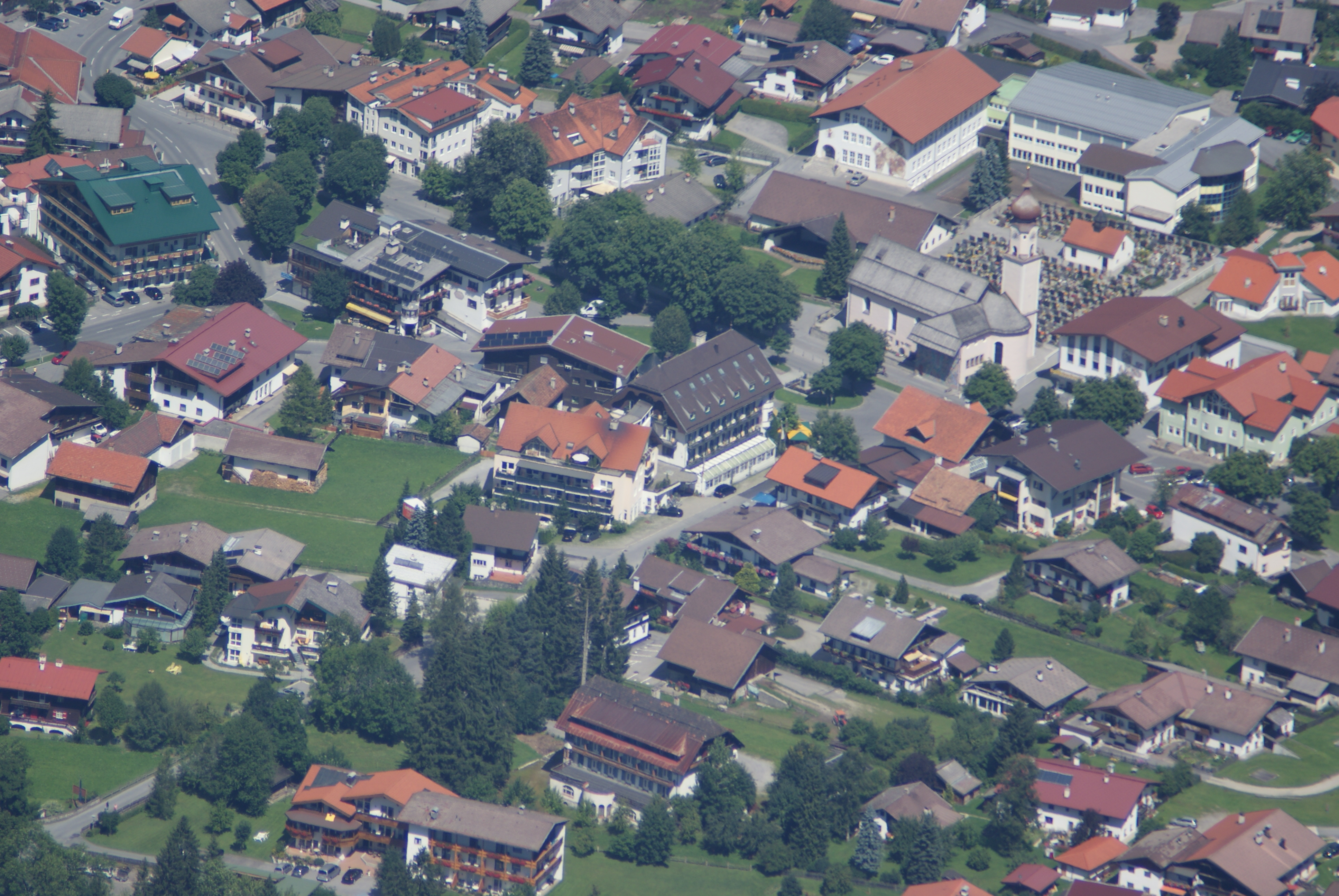
Katholische Pfarrkirche Unsere Liebe Frau Mariä Heimsuchung in Ehrwald

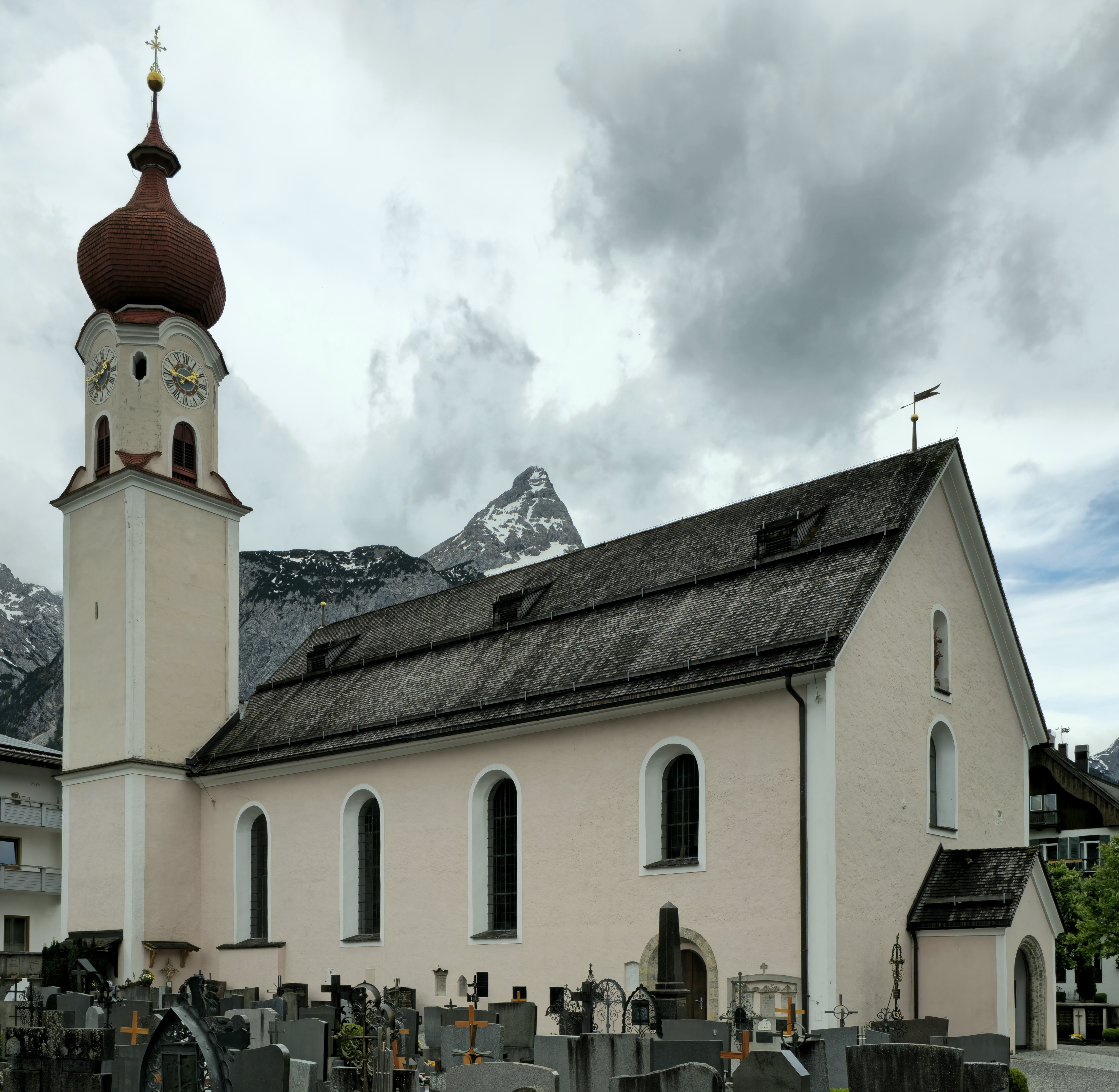
Kirche vom Friedhof aus gesehen

Langhaus, Blick zum Chor

Empore, Orgel, Deckenfresko

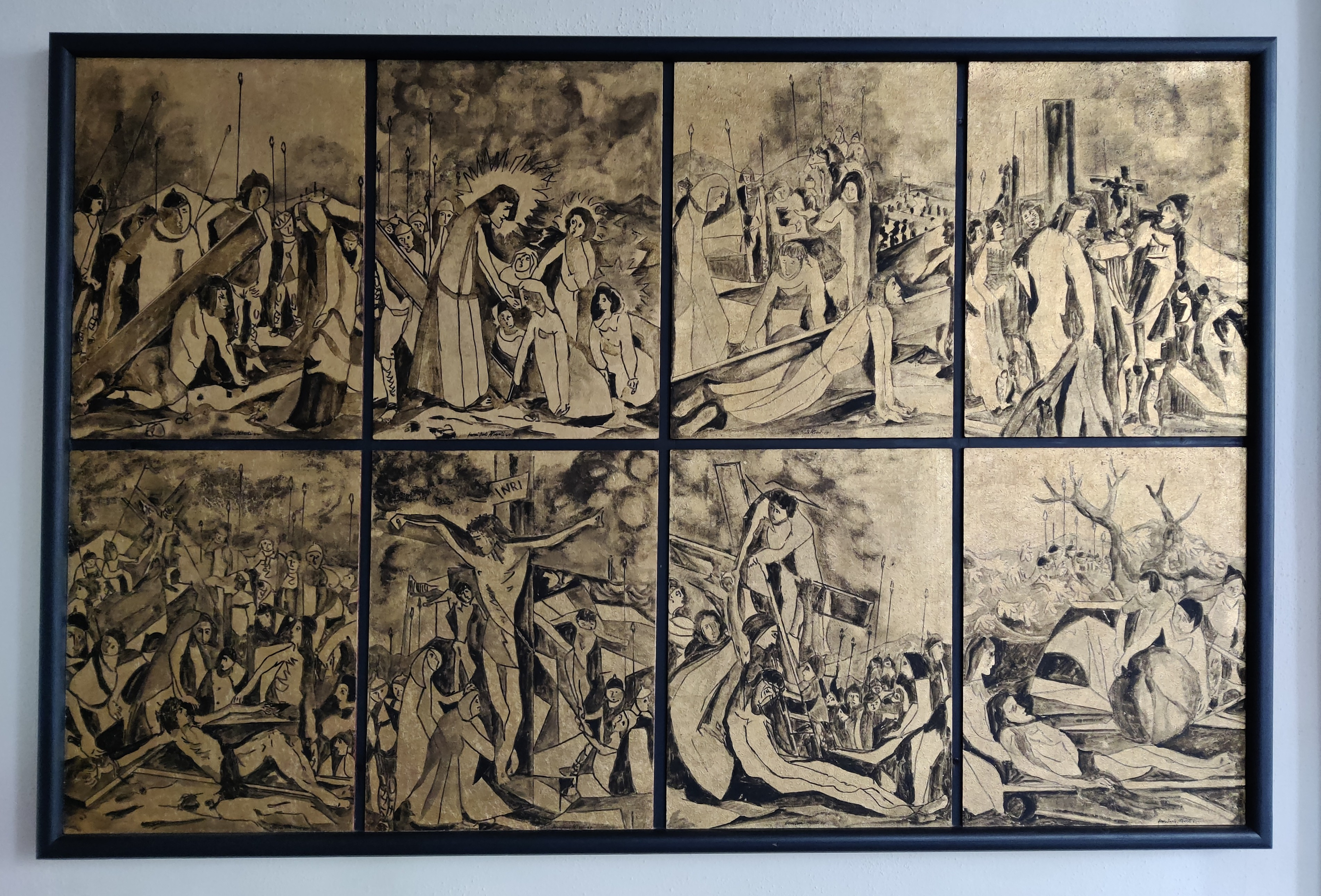
Kreuzweg in der Pfarrkirche Ehrwald

Die Pfarrkirche Ehrwald steht im Nordwesten des Hauptplatzes in der Gemeinde Ehrwald im Bezirk Reutte im österreichischen Bundesland Tirol. Die dem Patrozinium Unsere Liebe Frau Mariä Heimsuchung unterstellte römisch-katholische Pfarrkirche gehört zum Dekanat Breitenwang in der Diözese Innsbruck. Die Kirche und der Friedhof stehen unter Denkmalschutz (Listeneintrag).

## Geschichte
An der Stelle einer 1648 erbauten Kirche, welche 1688 zur Kuratie erhoben wurde, erfolgte 1728/1729 ein Neubau nach den Plänen des Architekten Andreas Hafenegger. Die Kirche wurde 1784 verlängert.

## Architektur
An den einheitlich barocken Kirchenbau schließt nördlich ein ummauerter Friedhof an.
Der Kirchenbau mit Zentralwirkung unter einem Satteldach hat einen barocken Nordturm. Das Langhaus und der eingezogene Chor mit einem runden Schluss zeigen Rundbogenfenster. Der nördlich angestellte Turm hat ein achtseitiges Glockengeschoß und trägt einen Zwiebelhelm. Der südliche Sakristeianbau zeigt das Fresko Christkönig vom Bildhauer Roman Fasser 1960. Die Figur Maria Immaculata in einer Wandnische wurde von der Vorgängerkirche übernommen.
Das Kircheninnere zeigt ein vierjochiges Langhaus mit konkav verschliffenen Ecken zum Chor, die Wände tragen eine flache Pilastergliederung. Über einem umlaufenden Gesims sind Spiegelgewölbe. Der eingezogene einjochige Chor hat eine Rundapsis und ein umlaufendes Gesims. Die Fresken schuf der Bildhauer Roman Fasser 1963, im Chor Christus am Ölberg, im Langhaus Christus in der Mandorla mit den Marienszenen Verkündigung, Heimsuchung, Geburt, Darbringung im Tempel und Maria findet Jesus, Pfingstwunder und Mariä Himmelfahrt mit den Rosenkranzgeheimnissen.

## Ausstattung
Der Hochaltar zeigt das Altarbild Mariä Heimsuchung gestiftet von Max und Elisabeth Leckner 1878, die Tabernakelzone zeigt rechts das Relief Mannawunder und links das Relief Moses vor dem König. Der linke Seitenaltar trägt die Figur Madonna mit Kind aus Schwaben um 1500. Der rechte Seitenaltar zeigt das Gemälde Anna und Joachim und die lesende Maria von Roman Fasser 1963. Der Kanzelkorb zeigt Jesus und Sämann um 1830.
An der rechten Langhauswand befindet sich das Gemälde Abendmahl von Otto van Veen im Ende des 16. Jahrhunderts in der Art Tintorettos. Den Kreuzweg schuf Henri Dante Alberti 1964.
Die Orgel aus dem Jahr 1966 mit 21 Registern stammt von Reinisch-Pirchner.

## Friedhof
Am Friedhof wurde der Bildhauer Hans Gruber (1875–1931) und der Dirigent Clemens Krauss (1893–1954) begraben.